# Kvarnträsket (sjö i Raseborg, Nyland)
Kvarnträsket är en sjö i kommunen Raseborg i landskapet Nyland i Finland. Sjön ligger 15,9 meter över havet. Den är 2,3 meter djup. Arean är 42 hektar och strandlinjen är 3,44 kilometer lång. Sjön  ingår i Finska vikens kustområde.   Den ligger omkring 69 km väster om Helsingfors. 